# Huapango (película)
Huapango es una película mexicana de drama de 2004 escrita por María Elena Velasco y protagonizada por Alejandro Tommasi, Manuel Landeta, Lisset y María Elena Velasco «La India María». Esta película esta basada en la obra Otelo, de William Shakespeare.

## Sinopsis
Otilio, el hombre más rico de la Huasteca Tamaulipeca, se enamora profundamente de Julia, una joven alegre y sencilla. Julia pertenece al grupo de baile de esta región. Ella es la mejor bailarina del grupo de ”Huapango”. Su pareja de baile es Santiago, un hombre recio y fuerte que secretamente la ama. Muy pronto se realizará el Festival Nacional del Huapango que nos permitirá descubrir un lugar de México donde se vive, se ama y se baila con pasión, pero cuando la duda aparece se desatará una irremediable revancha pasional que se basa en las dudas que generan los celos. Con celos ves lo que no es.

## Reparto
- Alejandro Tommasi como Otilio
- Manuel Landeta como Santiago
- Lisset como Julia
- Alfredo Castillo como Felipe
- Ivette Lipkies como Margarita
- Alicia Sandoval como Belén
- Rafael Romero como Nacho
- Alejandro Márquez como Ismael
- Ruth Rosas como Cecilia
- Guillermo Von Son como Animador
- Fernando Mena como Doctor
- Karen Fragoso como Amiguita
- Alfredo Sevilla como Presidente Municipal
- María Elena Velasco «La India María» como Maestra Angélica
- Ivan Carrum como Padre
- Rhual Rogers como Joyero (escenas eliminadas)

## Premios
Diosas de Plata: 5
- Mejor Película
- Mejor Director: Iván Lipkies
- Mejor Actuación Masculina: Alejandro Tommasi
- Mejor Co-actuación Masculina: Manuel Landeta
- Revelación Femenina: Lisset

Ariel: 1
- Mejor Guion Adaptado: Velasco y Lipkies (basado en Otelo de William Shakespeare)